# Colaspoides
Tribu
Colaspoides est un genre de coléoptères de la famille des Chrysomelidae et de la sous-famille des Eumolpinae.

## Espèces
- Colaspoides amazona Jacoby, 1881[2]
- Colaspoides acervata Lea, 1915[3]
- Colaspoides alyconea Erichson, 1847
- Colaspoides angusticollis Jacoby, 1898[4]
- Colaspoides annamita Medvedev, 2003
- Colaspoides anomogastra Lea, 1915[3]
- Colaspoides apicata Medvedev, 2003
- Colaspoides armata Medvedev, 2003
- Colaspoides bacboensis Medvedev, 2003
- Colaspoides bengalensis Duvivier, 1892
- Colaspoides bicarinata Lea, 1915[3]
- Colaspoides bicolor Bechyné, 1953
- Colaspoides bicoloricollis Medvedev & Romantsov, 2014[5]
- Colaspoides bidentatus Medvedev, 2003
- Colaspoides biplagiata Baly, 1867[6]
- Colaspoides borneoensis Jacoby, 1898[4]
- Colaspoides brancuccii Medvedev, 2003
- Colaspoides brevicollis Jacoby, 1898[4]
- Colaspoides brunnea Bryant, 1957[7]
- Colaspoides buonloicus Medvedev, 2003
- Colaspoides cantonensis Medvedev, 2003
- Colaspoides cariniventris Lea, 1926[8]
- Colaspoides chakratongii (Chujro, 1892)
- Colaspoides chapuisi Medvedev, 2003
- Colaspoides cheni Medvedev, 2003
- Colaspoides chinensis Jacoby, 1888[9]
- Colaspoides circumdatus Medvedev & Romantsov, 2014[5]
- Colaspoides clavipes Medvedev, 2003
- Colaspoides coerulescens Baly, 1867[6]
- Colaspoides coerulipes Baly, 1867[6]
- Colaspoides confusa Gressitt, 1957[7]
- Colaspoides cognata Baly, 1867[6]
- Colaspoides cognatella Medvedev, 2003
- Colaspoides cognatomima Medvedev, 2003
- Colaspoides complicata Lea, 1915[3]
- Colaspoides costalis Medvedev, 2003
- Colaspoides crassifemur Tan & Wang, 1984
- Colaspoides crassipes Lea, 1915[3]
- Colaspoides cuprea Baly, 1867[6]
- Colaspoides cupreicollis Jacoby, 1908[10]
- Colaspoides cupreoviridis Lea, 1922[11]
- Colaspoides curvipes Medvedev, 2003
- Colaspoides daccordii Medvedev, 2003
- Colaspoides dapi Medvedev, 2003
- Colaspoides diffinis Lefèvre, 1893[12]
- Colaspoides dimorphus Medvedev, 2003
- Colaspoides doddi Lea, 1915[3]
- Colaspoides dohertii Jacoby, 1908[10]
- Colaspoides elegans Baly, 1867[6]
- Colaspoides elegantula Lea, 1915[3]
- Colaspoides elenae Medvedev & Romantsov, 2014[5]
- †Colaspoides eocenicus Moseyko & Kirejtshuk, 2013
- Colaspoides excavativentris Lea, 1926[8] (excaviventris?)
- Colaspoides fasciculata Lea, 1921[13]
- Colaspoides feae Jacoby, 1882
- Colaspoides femoralis Lefèvre, 1885
- Colaspoides flavimana Medvedev, 2003
- Colaspoides foveiventris Lea, 1915[3]
- Colaspoides frenchi Lea, 1915[3]
- Colaspoides fruhstorferi Jacoby, 1898[4]
- Colaspoides fontis Jolivet, Verma & Mille, 2008
- Colaspoides fulvicornis (Baly, 1865)
- Colaspoides fulvimana Jacoby, 1908[10]
- Colaspoides fulvipes Lefèvre, 1889
- Colaspoides fulvus Medvedev, 2015[14]
- Colaspoides fuscoaenea Baly, 1867[6]
- Colaspoides geminata Weise, 1908
- Colaspoides geniculatus Medvedev, 2003
- Colaspoides glabrata Jacoby, 1898
- Colaspoides glabricollis Jacoby, 1908[10]
- Colaspoides gratiosa (Baly, 1864)
- Colaspoides gressetti Medvedev, 2003
- Colaspoides haemorrhoidalis Lea, 1915[3]
- Colaspoides hainanensis Gressitt & Kimoto, 1961
- Colaspoides hagiangi Medvedev, 2003
- Colaspoides heroni Lea, 1915[3]
- Colaspoides hoblerae Lea, 1915[3]
- Colaspoides howensis Lea, 1915[3]
- Colaspoides igneicollis Lefèvre, 1891
- Colaspoides imasakai Komiya, 1991
- Colaspoides imitans Medvedev, 2003
- Colaspoides inornata Baly, 1867[6]
- Colaspoides insignis Baly, 1867[6]
- Colaspoides jacobyi Medvedev, 2003
- Colaspoides japana Chûjô, 1956
- Colaspoides kabakovi Medvedev, 2003
- Colaspoides kantneri Medvedev, 2003
- Colaspoides kimotoi Medvedev, 2003
- Colaspoides klimenkoi Medvedev & Romantsov, 2014[5]
- Colaspoides kubani Medvedev, 2003
- Colaspoides laeta Medvedev, 2003
- Colaspoides lamellatus Medvedev, 2003
- Colaspoides langbianicus Kimoto & Gressitt, 1982
- Colaspoides laosensis Kimoto & Gressitt, 1982
- Colaspoides laotica Medvedev, 2003
- Colaspoides laportei Baly, 1867[6] (laportii?)
- Colaspoides leai Medvedev, 2002
- Colaspoides limbata (Fabricius, 1781)
- Colaspoides lobatus Medvedev, 2003
- Colaspoides malayana Jacoby, 1894[15]
- Colaspoides malayensis Medvedev, 2003
- Colaspoides martini Lefèvre, 1885[16]
  - Colaspoides martini martini Lefèvre, 1885[16]
  - Colaspoides martini spinigerus Lefèvre, 1893[12]
- Colaspoides medogensis Tan, 1989
- Colaspoides melanocephala Jacoby, 1908[10]
- Colaspoides mentaweica Medvedev, 2003[17]
- Colaspoides micans Baly, 1867[6]
- Colaspoides microdentata Medvedev, 2003
- Colaspoides mimeta Lea, 1915[3]
- Colaspoides mimica Medvedev, 2003
- Colaspoides minimus Kimoto & Gressitt, 1982
- Colaspoides miyatakei Kimoto, 1967
- Colaspoides modesta Baly, 1867[6]
- Colaspoides morimotoi Kimoto, 1967
- Colaspoides nepalensis Kimoto, 2001[18]
- Colaspoides nigricornis Jacoby, 1884
- Colaspoides nigrotibialis Medvedev, 2003
- Colaspoides norfolcensis Lea, 1915[3]
- Colaspoides okinawanus Komiya, 1991
- Colaspoides olegi Medvedev, 2003
- Colaspoides opaca Jacoby, 1888[9]
- Colaspoides ovalis Lefèvre, 1890
- Colaspoides paddis Aslam, 1968[19]
- Colaspoides parvidens Lea, 1915[3]
- Colaspoides parvula Baly, 1867[6]
- Colaspoides persimilis Kimoto & Gressitt, 1982
- Colaspoides peruanda Jacoby, 1879[20]
- Colaspoides philippinensis Baly, 1867[6]
- Colaspoides picea Baly, 1867[6]
- Colaspoides piceana Medvedev, 2003
- Colaspoides picipes Weise, 1908
- Colaspoides picticornis Lea, 1915[3]
- Colaspoides pictipes Lea, 1915[3]
- Colaspoides pilicornis Lefèvre, 1882
- Colaspoides poeciloderma Lea, 1915[3]
- Colaspoides polilovi Medvedev, 2010[21]
- Colaspoides prasinella Medvedev, 2003
- Colaspoides prasinus Lefèvre, 1890
  - Colaspoides prasinus prasinus Lefèvre, 1890
  - Colaspoides prasinus occidentalis Medvedev, 2003
- Colaspoides pseudodiffinis Medvedev, 2003
- Colaspoides pseudorufa Medvedev, 2015[14]
- Colaspoides pulchella Clark, 1865[22]
- Colaspoides puncticeps Baly, 1867[6]
- Colaspoides punctipleuris Medvedev, 2003
- Colaspoides purpurata Medvedev & Takizawa, 2011[23]
- Colaspoides quadripartita Baly, 1867[6]
- Colaspoides quieta Lea, 1915[3]
- Colaspoides rafflesii Baly, 1867[6]
- Colaspoides rara Lea, 1915[3]
- Colaspoides rectilatera Lea, 1915[3]
- Colaspoides regalini Medvedev, 2003
- Colaspoides regularis Baly, 1867[6]
- Colaspoides robusta Baly, 1867[6]
- Colaspoides rufa Gressitt & Kimoto, 1961
- Colaspoides rufipes Kimoto & Gressitt, 1982
- Colaspoides rufofulva Medvedev, 2003
- Colaspoides rugipennis (Motschulsky, 1860)[24]
- Colaspoides rugipennis Lefèvre, 1893[12] (homonym?)
- Colaspoides rugulosus Lefèvre, 1889
- Colaspoides sarrameae Jolivet, Verma & Mille, 2008
- Colaspoides schulzi Medvedev, 2007[25]
- Colaspoides semipicea Jacoby, 1895
- Colaspoides seticornis Medvedev, 2003
- Colaspoides shapaensis Medvedev, 2003
- Colaspoides siamensis Jacoby, 1905
- Colaspoides similis Lea, 1915[3]
- Colaspoides simillima Baly, 1867[6]
- Colaspoides simplicipennis Jacoby, 1885
- Colaspoides striatopunctata (Boisduval, 1835)
- Colaspoides suavis Lea, 1915[3]
- Colaspoides sublaevicollis Duvivier, 1892
- Colaspoides subovata Medvedev, 2003
- Colaspoides tamdaoensis Medvedev, 2003
- Colaspoides tarsalis Lea, 1915[3]
- Colaspoides tenenbaumi Pic, 1942
- Colaspoides thailandicus Kimoto & Gressitt, 1982
- Colaspoides tridentata Medvedev, 2003
- Colaspoides trusmadiensis Medvedev & Romantsov, 2014[5]
- Colaspoides tuberculata Baly, 1867[6]
- Colaspoides varians Baly, 1867[6]
- Colaspoides ventralis Medvedev, 2018[26]
- Colaspoides vietnamicus Kimoto & Gressitt, 1982
- Colaspoides violacea Baly, 1867[6]
- Colaspoides viridana Baly, 1867[6]
- Colaspoides viridicollis Jacoby, 1878[27]
- Colaspoides viridimarginata Baly, 1867[6]
- Colaspoides viridipennis Weise, 1923
- Colaspoides vitiensis Bryant, 1938[28]
- Colaspoides vocki Medvedev, 2007[25]
- Colaspoides volkovi Medvedev & Romantsov, 2014[5]
- Colaspoides yunnanica Medvedev, 2003
- Colaspoides zoiai Medvedev, 2003